# Museum Bronbeek
Museum Bronbeek is een militair koloniaal museum in Arnhem gevestigd in het militaire tehuis Bronbeek. In dit museum staat de koloniale geschiedenis van Nederlands-Indië centraal met onder meer een vaste expositie van kanonnen en diverse Indische wapens, een historisch overzicht van het Koninklijk Nederlandsch-Indisch Leger, en vele uniformen, wapens en schilderijen. Het museum wil de kennis en het bewustzijn van het Nederlandse koloniale verleden vergroten en hiervoor belangstelling wekken.

## Collectie
Het museum omvat een collectie van 65.000 objecten en een bibliotheek met 15.000 boeken en tijdschriften over de koloniale periode in Nederlands-Indië, met nadruk op de geschiedenis van het Koninklijk Nederlandsch-Indisch Leger en de gekoloniseerde tegenstanders van die tijd.
De tijdens diverse expedities van het Indische leger buitgemaakte wapens en andere voorwerpen werden in de loop der tijd aan Bronbeek geschonken. De troepen bijvoorbeeld, die tijdens de veldtocht tegen Boni hadden gestreden boden als blijk van hulde enige wapens aan de koning aan, die bepaalde dat deze wapens als blijvende herinnering ten toon zouden worden gesteld in de trofeeënzaal van Bronbeek. Veel officieren en oud-officieren van het Indische leger deden giften aan Bronbeek in de vorm van wapens maar ook van militaire werken en andere boeken.
Resident C.P.C. Steinmetz schonk Bronbeek in januari 1863 zijn collectie van beelden, afbeeldingen van tempels, vaartuigen enz.; een groot metalen borstbeeld van de koning, vervaardigd door de firma L.J. Enthoven, werd in februari 1863 in de gevel van het gebouw geplaatst (met inscriptie: Koning Willem III, stichter en beschermheer). In april 2009 doneerde mevrouw Spoor-Dijkema, weduwe van generaal S. Spoor, al diens decoraties aan het museum. Eerder werd al zijn uniform tentoongesteld.

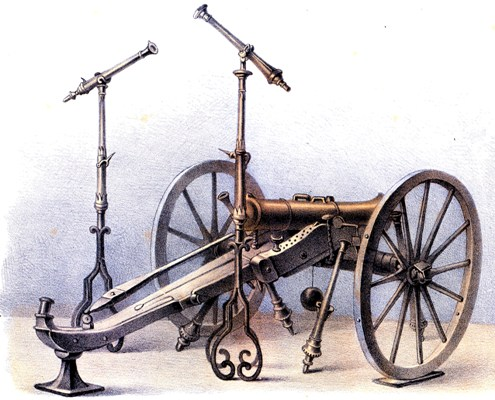
Houwitser uit Japan
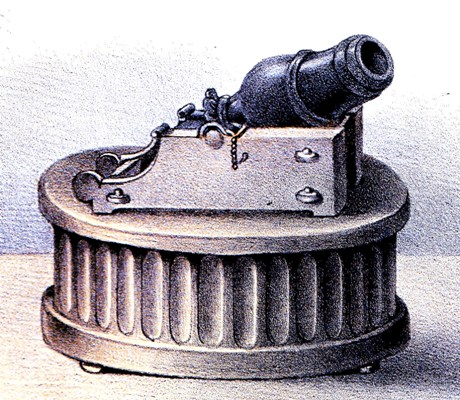
Stalen bergmortiertje uit Atjeh
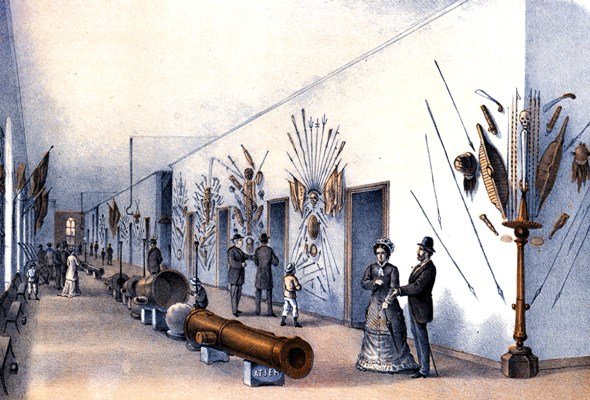
Wapengalarij van Bronbeek in de negentiende eeuw
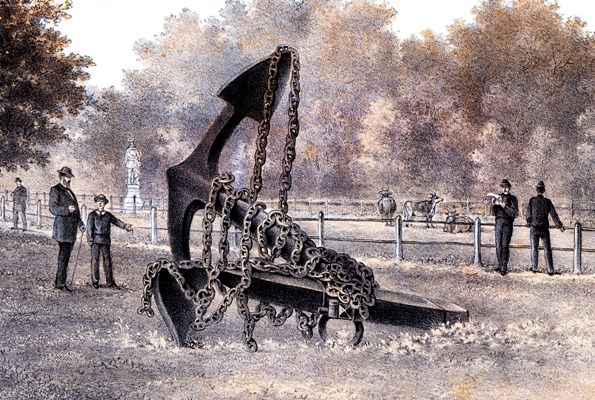
Anker van het linieschip Waterloo
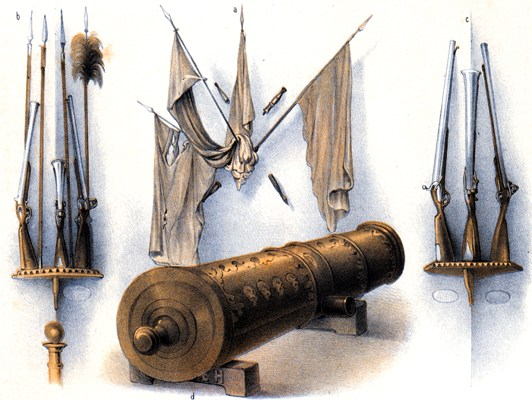
Vlaggen uit Sumatra en Borneo, Dajaks kanon
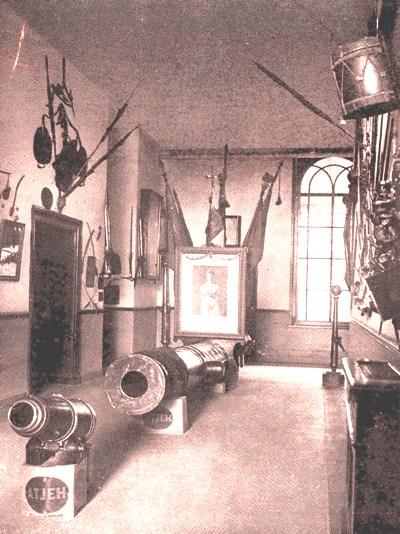
Grote hal met kanonnen in 1912

## Tentoonstellingen

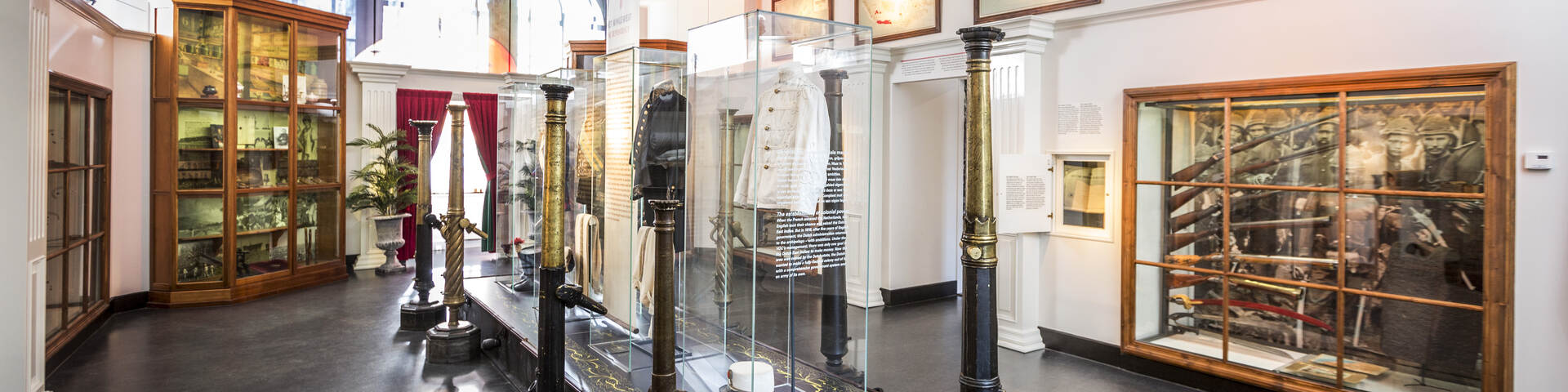
Permanente tentoonstelling Bronbeek

### Vaste tentoonstelling
Het museum heeft over zes zalen verspreid een vaste tentoonstelling Het verhaal van Indië, waarin de geschiedenis van de Nederlandse aanwezigheid in Nederlands-Indië centraal staat. De tentoonstelling heeft zes verschillende thema's.
| Toonzaal          | Omschrijving |
| ----------------- | --- |
| De VOC            | Nederlandse handelsonderneming met een monopolie op de overzeese handel tussen de Republiek der Zeven Verenigde Nederlanden en het gebied ten oosten van Kaap de Goede Hoop en ten westen van de Straat Magellaan. |
| Slaapzaal KNIL    | Slaapzaal waar de voormalige militairen uit Europa sliepen. |
| Tempo Doeloe      | De moderne tijd in Nederlands-Indië. |
| Japanse bezetting | Aanval op het Nederlandse bestuur en het begin van het einde van de Nederlandse koloniale heerschappij. |
| Wapenkamer        | Wapens die gebruikt zijn door de jonge Indonesische nationalisten die in opstand kwamen tegen de Nederlanders. |
| De Repatriëring   | Grote groepen mensen uit het voormalig Nederlands-Indië keren terug naar Nederland. |

### Tijdelijke tentoonstellingen
In tijdelijke tentoonstellingen worden thema's uit de vaste expositie uitgediept zoals in 2015 de exposities 'Oorlog! Van Indië tot Indonesië, 1945-1950' en 'Oorlog in beeld'.